# Aedes cataphylla
Aedes cataphylla é um espécie de mosquito do género Aedes, pertencente à família Culicidae. Se reproduz apenas uma vez por ano, no fim da primavera. Está presente na Europa setentrional e central, na Rússia, na França, na Grécia, no Paquistão, na Mongólia, no Canadá e nos Estados Unidos. Suspeita-se que a espécie transmita Dirofilariose.
Essa espécie também pode ser chamada de:
- Aedes rostochiensis Martini, 1902
- Aedes prodotes Dyar, 1917
- Aedes pacificensis Hearle, 1927